# Robert Paige
Robert Paige  (ur. 2 grudnia 1910, zm. 21 grudnia 1987) – amerykański aktor filmowy i telewizyjny.

## Życiorys
Urodził się jako John Arthur Paige w Indianapolis w 1911 roku. Ukończył West Point. Jako aktor pojawił się w blisko 65 filmach. Zmarł na tętniaka aorty w 1987 roku.

## Filmografia[1]
- 1936: Cain i Mabel (Cain and Mabel) jako Ronny Cauldwell
- 1941: Czyste szaleństwo (Hellzapoppin) jako Jeff Hunter
- 1941: Potwór i dziewczyna (The Monster and the Girl) jako Larry Reed
- 1942: Pardon My Sarong jako Tommy Layton
- 1943: Syn Draculi (Son of Dracula) jako Frank Stanley
- 1944: Za wami, chłopcy (Follow the Boys) jako on sam (niewymieniony w czołówce)
- 1948: Blonde Ice jako Les Burns
- 1949; Zielona obietnica jako David Barkley
- 1953: Abbott i Costello lecą na Marsa (Abbott and Costello Go to Mars) jako doktor Wilson